# Liebfrauenschule Sigmaringen
Die Liebfrauenschule Sigmaringen ist eine freie katholische Schule in Trägerschaft der Schulstiftung der Erzdiözese Freiburg im baden-württembergischen Sigmaringen. Die Schule umfasst die Bildungsgänge Realschule, Allgemeinbildendes Gymnasium und Aufbaugymnasium. Gegründet wurde die Schule 1956.

## Geschichte
1956 gründeten die Franziskanerinnen von Erlenbad die Liebfrauenschule, benannt nach Maria, der Mutter Jesu, zunächst als reine Mädchenschule mit Internat. Vom Begriff Lyzeum (für Mädchengymnasium) leitet sich der bis heute für die Schule gebräuchliche Kurzname Lize ab. Die Schule begann am 22. Mai 1956 ihren Betrieb mit damals 281 Schülerinnen, die von 27 ausschließlich weiblichen Lehrkräften, darunter 20 Ordensschwestern unterrichtet wurden.
In der Stadt Sigmaringen wurde damit die von der Bevölkerung wahrgenommene Lücke des Fehlens einer reinen Mädchenschule geschlossen. Knapp zwei Jahre zuvor hatte die örtliche Marienschule, eine Mädchenschule getragen von den Paderborner Schwestern der Christlichen Liebe, aus Personalmangel und finanziellen Schwierigkeiten den Schulbetrieb einstellen müssen. Zur erfolgreichen Schulgründung trug mit bei, dass das Fürstenhaus Hohenzollern das Grundstück für den Schulhausbau zu sehr günstigen Konditionen zur Verfügung stellte. In den 1980er Jahren machten dann verschiedene gesellschaftliche Entwicklungen deutliche Veränderungen an der Schule nötig. Die Zahl der Internatsschülerinnen ging zurück, die Mitgliederzahlen des Franziskanerinnenordens ebenfalls, sodass sich diese nach und nach aus dem Schulbetrieb zurückzogen, das Internat wurde schließlich ganz aufgegeben.
1992, kurz nach Einführung der Koedukation an der Schule, ging die Liebfrauenschule in die Trägerschaft der Schulstiftung der Erzdiözese Freiburg über. Seit 2015 beinhaltet das Programm der Liebfrauenschule ein Aufbaugymnasium, an dem für Schüler der Realschule ab der 7. Klasse ein Gymnasialzug mit der Möglichkeit, das Abitur nach 13 Schuljahren abzulegen, besteht.

## Besonderheiten
Es gibt an der Schule die Möglichkeit, parallel zur schulischen Laufbahn eine Doppelqualifikation zu erwerben. Dabei findet in acht von der IHK zertifizierten Modulen eine Ausbildung zum Koch statt, die Schüler schließen dann ihre Schulzeit neben dem Abitur oder dem Mittleren Schulabschluss noch mit einem Gesellenbrief als Koch oder Köchin ab, dabei arbeitet die Schule mit rund 30 Patenbetrieben zusammen.
Die Schule bezeichnet eine „christliche Schulkultur in Anlehnung an franziskanische Traditionen“ als Basis ihrer Arbeit. Dies kommt beispielsweise im einstündigen Fach GOMES (Gottesdienst, Meditation, Singen) zum Ausdruck. Auch ist zwar die Zugehörigkeit zu einer christlichen Konfession keine Aufnahmebedingung, jedoch die Teilnahme am katholischen oder evangelischen Religionsunterricht, sowie am religiösen Schulleben verpflichtend. Im Andenken an den Gründerorden findet an der Liebfrauenschule jährlich zeitnah zum 4. Oktober, dem Gedenktag des Heiligen Franz von Assisi, ein schuleigener Franziskustag statt.
Die Liebfrauenschule verfügt über ein weitläufiges Schulgelände mit vielfältigen Sportmöglichkeiten, unter anderem einer Indoor- und einer Outdoor-Kletteranlage. Es besteht ein Schülerhaus und die Lizeria genannte Mensa, mit der ein Ganztagesangebot (Externat) gewährleistet ist.
In den Zügen Gymnasium und Realschule besteht das Angebot einer Bläserklasse.
Im ältesten Gebäude des Schulkomplexes unterhält die Liebfrauenschule in den Räumen der ehemaligen Schülerkrankenstation ein Schulmuseum, das Exponate aus der Schulgeschichte zeigt.
2017 wurde die Liebfrauenschule als Fairtrade-Schule zertifiziert.

## Bekannte ehemalige Schüler
- Tanja Gönner (* 1969), Politikerin und Lobbyistin
- Markolf Hoffmann (* 1975), Schriftsteller
- Robin Mesarosch (* 1991), Politiker
- Anahita Rehbein (* 1994), Miss Germany 2018